# Brachionidium stellare
Brachionidium stellare är en orkidéart som beskrevs av Carlyle August Luer och Alexander Charles Hirtz. Brachionidium stellare ingår i släktet Brachionidium och familjen orkidéer. Inga underarter finns listade i Catalogue of Life.